# Cesius corallioides
Cesius corallioides là một loài rêu tản trong họ Gymnomitriaceae. Loài này được (Nees) Carruth. miêu tả khoa học lần đầu tiên năm 1865.